# 「稲荷」の付く日本列島の古墳一覧
「稲荷」の付く日本列島の古墳一覧（いなりのつくにほんれっとうのこふんいちらん）とする本項では、名称に「稲荷」（いなり/とうか）が付く日本列島の古墳時代の古墳および古墳群について一覧化する。

## 概要
日本列島には「稲荷塚」や「稲荷山」を冠する古墳が数多く存在し、これ以外にも「稲荷森」や「稲荷前」・「稲荷台」など「稲荷」以下が異なる様々なバリエーションが存在する。

## 稲荷山古墳
- 白石稲荷山古墳 - 群馬県藤岡市。白石古墳群の1基。
- 稲荷山古墳 (太田市) - 群馬県太田市。
- 上小塙稲荷山古墳 - 群馬県高崎市。
- 風返稲荷山古墳 - 茨城県かすみがうら市。
- 稲荷山古墳 (行田市) -埼玉県行田市。埼玉古墳群の1基。
  - 稲荷山古墳出土鉄剣
- 稲荷山古墳 (富津市) - 千葉県富津市。内裏塚古墳群の1基。
- 稲荷山古墳 (牧之原市) - 静岡県牧之原市。
- 稲荷山古墳 - 静岡県磐田市。御厨古墳群の1基。
- 三ツ井稲荷山古墳 - 愛知県一宮市。
- 鴨稲荷山古墳 - 滋賀県高島市。
- 稲荷山古墳 (丹波篠山市) - 兵庫県丹波篠山市。

## 稲荷塚古墳
- 稲荷塚古墳群 - 埼玉県比企郡川島町
- 稲荷塚古墳 (嵐山町) - 埼玉県比企郡嵐山町
- 稲荷塚古墳 (加須市) - 埼玉県加須市。樋遣川古墳群の1基。
- 稲荷塚古墳 (多摩市) - 東京都多摩市
- 稲荷塚古墳 (甲府市) - 山梨県甲府市
- 稲荷塚古墳 (羽曳野市) - 大阪府藤井寺市。古市古墳群の1基。
- 井ノ内稲荷塚古墳 - 京都府長岡京市

## その他
- 稲荷森古墳 - 山形県南陽市
- 稲荷古墳群 - 栃木県宇都宮市
- 寅稲荷古墳 - 埼玉県深谷市。四十塚古墳群の1基。
- 大稲荷古墳群（おおとうかこふんぐん） - 埼玉県行田市
- 三変稲荷神社古墳 - 埼玉県川越市。仙波古墳群の1基。
- 鶴ヶ丘稲荷神社古墳 - 埼玉県鶴ヶ島市
- 稲荷山公園古墳群 - 埼玉県狭山市
- 稲荷台古墳群 - 千葉県市原市
  - 稲荷台1号墳
- 稲荷森古墳 (木更津市) - 千葉県木更津市。祇園・長須賀古墳群の1基。
- 稲荷前古墳群 - 神奈川県横浜市
- 元稲荷古墳 - 京都府向日市。向日丘陵古墳群の1基。